# 馬來亞眶燈魚
馬來亞眶灯鱼（学名：Diaphus malayanus）为輻鰭魚綱燈籠魚目灯笼鱼科的其中一種，其种加词“malayanus”意为“马来亚的”。分布於西太平洋區，包括日本、中國南海、澳洲及紐西蘭等海域，屬深海魚類，棲息深度1000-2000公尺，體長可達4.5公分。